# 胡奇偉
胡奇偉（1615年—1646年），榜名胡琦，字異度，號念蓼，江西南昌府進賢縣人，明朝、南明政治人物。

## 生平
胡奇偉於崇禎九年（1636年）中式舉人，次年（1637年）聯捷進士，工部觀政，十一年二月授任四川富順知縣，十三年考察，十四年降補常州府簡較，升山東青州府推官，守衛城池；不久調任應天，再遷官兵部職方主事、郎中。清兵攻入北京，他號召義兵，在羊平坡擊敗敵軍；永寧王朱由𣚅收復建昌、撫州，他於新塘路口追擊逃走的清將失走，諸生何畏戰死，謝志良在進賢助攻。之後謝志良回歸撫州，胡奇偉到福京謁見隆武帝，陞任湖東副使，與周定礽分門守衛。上饒城陷，他被清軍執送到南昌，大罵審問的江西巡撫李翔鳳；遭割下耳鼻後更嚴厲斥罵，擲扇擊中巡按吳元贊，因此再被斷舌，血噴到二人面上。赴刑場時，他從容拜道：「可見先帝地下矣。」坐下受斬，旁觀者都哭泣；數日後，李翔鳳暴斃。而跟隨起事者中吳德威、吳京、胡紹銘、胡輔四人最著名。